# Nenad Maslovar
Nenad Maslovar (en serbe en écriture cyrillique : Ненад Масловар) est un footballeur monténégrin, international yougoslave, né le 20 février 1967 à Kotor (Yougoslavie aujourd'hui Monténégro). Il évoluait au poste de milieu de terrain.